# Kim Kwang-soo
Kim Kwang-soo – południowokoreański zapaśnik w stylu wolnym. Srebrny medalista mistrzostw Azji w 1989. Czwarte miejsce w Pucharze Świata w 1989 roku.